# Miguel Arlegui y Bayonés
Miguel Arlegui y Bayonés (Madrid, 1858 - Madrid, 29 de gener de 1924) fou un militar que durant la dècada de 1920 era el cap de la policia espanyola de Barcelona.
Ja va lluitar a la tercera guerra carlina i es té constància que era present a la campanya de Puerto Rico.
Fou el cap de la Direcció General de Seguretat de Barcelona entre 1920 i 1922, a les ordres de qui també en aquelles mateixes dates fou el governador civil de la província Martínez Anido. Ambdós van dirigir una duríssima campanya de repressió contra el moviment obrer català amb el suport de la patronal, tot tolerant les accions criminals del pistolerisme i aplicant la cruel llei de fugues que va escandalitzar l'opinió pública. Poc després, ja amb la dictadura de Primo de Rivera, es va tornar a encarregar de la policia en ser nomenat Director General d'Ordre Públic el 1923, i també sota les ordres directes de Martínez Anido. Va morir el 29 de gener de 1924 d'un col·lapse cardíac. En morir tenia la graduació de general de brigada de la guàrdia civil.